# Salanque Meditérranée Pià Rugby XIII
El Salanque Méditerranée Pià Rugby XIII és un club català de rugbi a 13 de la ciutat de Pià, de la comarca del Rosselló (Catalunya del Nord).

## Història
El Pià XIII es va fundar l'any 1960. L'any 1975 guanyà la copa de França, el seu primer títol important, però no fou fins a finals dels noranta que se situà entre els millors clubs de França amb tres lligues i dues noves copes. L'any 2005 competí a la prestigiosa Challenge Cup de rugbi a 13 anglesa on derrotà el Keighley en el primer partit per 53 a 26, però fou derrotat pel que al final fou finalista, Leeds Rhinos, per 70 a 0.
Els seus colors són el blanc, el verd i el vermell i el seu símbol és el tradicional burro de Pià, per la qual cosa són coneguts afectuosament com a Pià burros.

## Palmarès
- 4 Campionat de França: 1995, 2006, 2007 i 2013
- 3 Copes de França / Trophée Lord Derby: 1975, 2006, 2007

## Jugadors destacats
- Frédéric Cermeno.